# Teleasinae
Teleasinae (лат.) — подсемейство платигастроидных наездников из семейства Сцелиониды. Более 480 видов встречаются по всему миру, кроме Арктики и Антарктики. В Европе насчитывается 166 видов.

## Распространение
Встречаются всесветно. Мировая фауна включает более 480 видов. Фауна России включает 4 рода и 70 видов наездников этого подсемейства.

## Описание
Мелкие перепончатокрылые насекомые, чья длина, как правило 2—3 мм. Основная окраска коричневато-чёрная с желтоватыми отметинами. Паразитоиды яиц жужелиц.
Усики как правило 12-члениковые. Маргинальная жилка переднего крыла обычно в 4 — 6 раз длиннее стигмальной жилки. Третий брюшной тергит наиболее длинный.

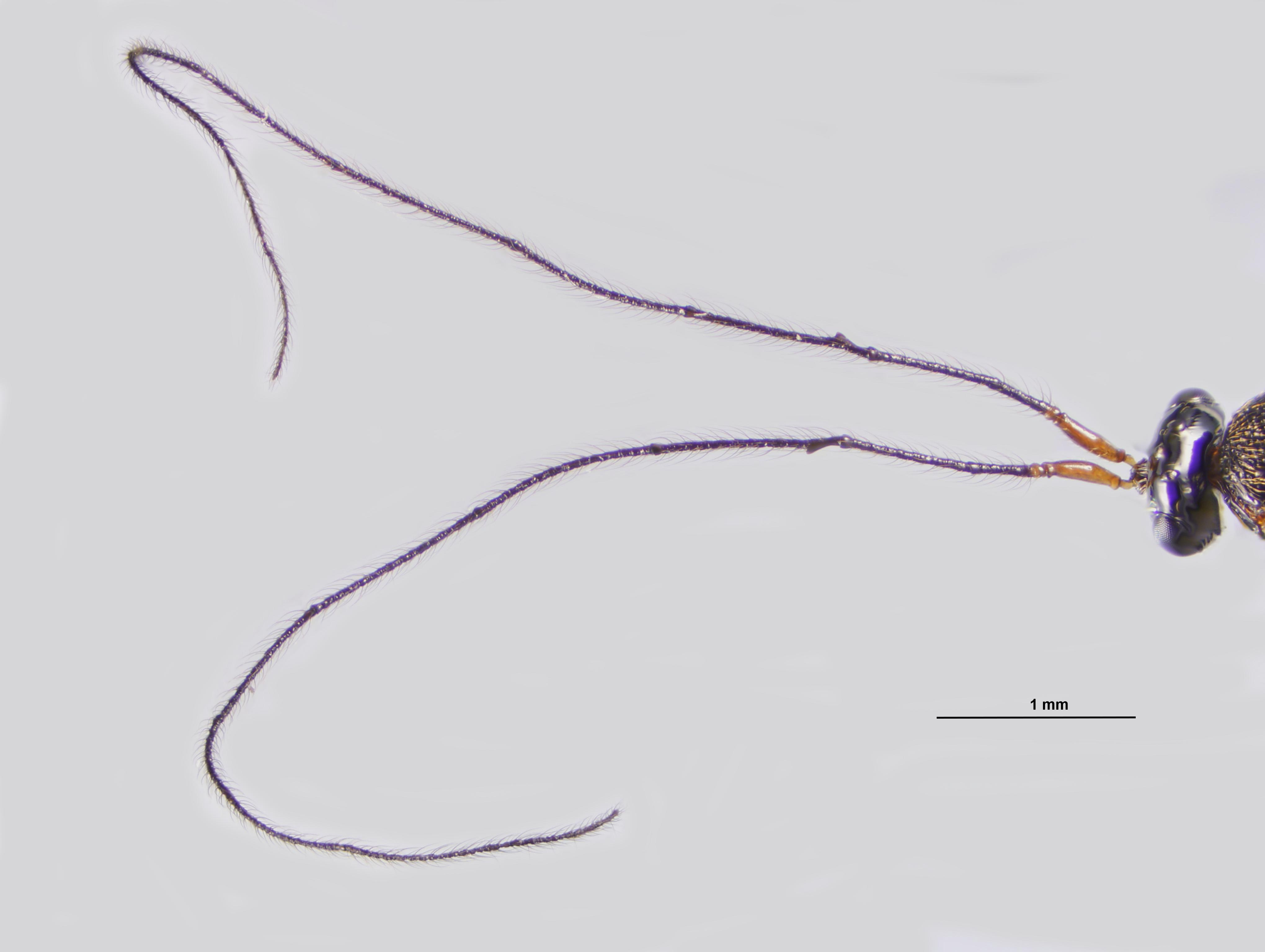

## Систематика
Включает около 15 родов и более 480 видов в двух трибах, Teleasini и Xenomerini. Впервые выделено в 1893 году. Teleasinae — единственное подсемейство сцелионид, не представленное в летописи окаменелостей. Нел и Азар (2005) классифицировали ископаемый образец раннего мелового периода в Teleasinae и выделили новый род, †Cretaxenomerus Nel & Azar, 2005, как самую старую окаменелость платигастроидов из ливанского янтаря, но другие авторы считают очень маловероятным, что это платигастроид. Правильное таксономическое размещение этого таксона потребует повторного исследования образца голотипа.
Филогенетический анализ неизменно определяет Teleasinae как монофилетический таксон, и это подсемейство имеет чёткие морфологические границы, комбинация его характерных признаков уникальна среди сцелионид. Однако большинство входящих в него родов чётко не определены и требуют пересмотра на уровне рода и вида.
- Ceratoteleas Kozlov, 1965
- Dvivarnus Rajmohana & Veenakumari, 2011
- Echinoteleas Risbec, 1954
- Gryonella Dodd, 1914
- Gryonoides Dodd, 1920[3]
- Odontoscelio Kieffer, 1905
- Prosacantha Nees, 1834
- Ptilostenius Kozlov & Lê, 1988
- Scutelliteleas Szabó, 1966
- Teleas Latreille, 1809
- Trimorus Förster, 1856
- Trisacantha Ashmead, 1887
- Xenomerus Walker, 1836[7]
- † Cretaxenomerus Nel & Azar, 2005[8]